# 28. фебруар
28. фебруар (28.02) је 59. дан у години по грегоријанском календару. До краја године има још 306 дана (307 у преступној години).

## Догађаји
- 1525 — Шпански освајач Ернан Кортес погубио последњег астечког цара Куаутемока.
- 1825 — Русија и Велика Британија потписале уговор којим је одређена граница између Аљаске и Канаде.
- 1832 — У Београду основана Народна библиотека Србије као део Државне штампарије. Библиотека потом била под Министарством просвете, а од 1871. самостална установа. Одлуку о оснивању донео кнез Милош Обреновић.
- 1844 — Током приказивања нове фрегате "Принстон", које је на реци Потомак приредила Морнарица САД, на броду експлодирао један од топова, усмртивши државног секретара, министра морнарице и још неколико функционера Владе.
- 1845 — Конгрес САД је одбио анексију Тексаса.
- 1862 — У Србији донет први закон о адвокатури.
- 1916 — Завршено пребацивање главнине српске војске, од око 140.000 војника, из окупиране Србије, у Првом светском рату, на острво Крф. Опорављена наредних месеци, реорганизована и наоружана, српска војска се у лето исте године вратила у борбу на Солунском фронту. Током повлачења преко Албаније од децембра 1915. више од 200.000 војника и цивила умрло од глади, исцрпљености и зиме.
- 1921 — У Кронштату је избила Кронштатска побуна морнара руске флоте против бољшевика.
- 1922 — Велика Британија формално прогласила независност Египта, али задржала контролу над Суецким каналом и пословима одбране земље.
- 1931 — Члан Доњег дома британског парламента Освалд Мозли основао Нову партију, која је годину дана касније постала Британска унија фашиста.
- 1933 — Адолф Хитлер, дан по паљењу Рајхстага, убедио председника Немачке Паула фон Хинденбурга да потпише Декрет о пожару у Рајхстагу, којим су укинуте личне слободе, слобода говора и штампе и право на окупљање. У неколико наредних дана ухапшено више од 4.000 комуниста.
- 1939 — Изашао први број часописа "Политикин забавник".
- 1948 — Последње британске војне јединице напустиле Индију. Лабуристичка влада 1947. укинула британску владавину над Индијом.
- 1953 — Југославија, Грчка и Турска у Анкари потписале споразум о политичкој, привредној и војној сарадњи, познат као Балкански савез.
- 1974 — САД и Египат после седам година прекида обновили дипломатске односе.
- 1975 — У најтежој подземној железничкој несрећи у Великој Британији 42 путника погинула кад је воз у пуној брзини ударио у ограду у станици "Мургејт" у лондонском метроу.
- 1986 — У центру Стокхолма убијен премијер Шведске и лидер Социјалдемократске странке Улоф Палме. Један од најпопуларнијих европских политичара у то време убијен на улици док се са супругом враћао кући из биоскопа. Атентатор није откривен.
- 1991 —
  - Заједничком одлуком Извршног вијећа САО Крајине и Српског националног вијећа усвојена "Резолуција о раздруживању Републике Хрватске и САО Крајине".
  - Завршен Заливски рат, који су 42 дана САД и савезници водили против Ирака. Ирачке снаге присиљене да напусте Кувајт који су окупирале 1. августа 1990.
- 1993 — Амерички војни транспортери изнад источне Босне избацили прве товаре хуманитарне помоћи у храни и лековима, чиме је почела "Операција падобран" у ратом захваћеној Босни и Херцеговини.
- 1994 — У зони забрањеног лета изнад БиХ западно од Бањалуке два америчка авиона F-16 срушила су четири српска "јастреба".
- 1997 — У Ирану земљотрес разорио више од 20 села, погинуло око 1.000 људи.
- 1998 — После убиства четири српска полицајца код Глоговца и Србице, на подручју Дренице на Косову почели сукоби српских снага безбедности и косовских Албанаца, припадника Ослободилачке војске Косова.
- 2002 — У потрази за Радованом Караџићем, припадници Сфора спровели опсежну акцију на подручју Челебића, али нису успели да ухапсе бившег председника Републике Српске оптуженог пред Међународним судом у Хагу за ратне злочине.
- 2003 — На заједничкој седници оба већа Скупштине Југославије проглашена Повеља о људским и мањинским правима и грађанским слободама.
- 2006 — У Црној Гори постигнут је споразум да се референдум о одвајању од Србије одржи 21. маја 2006.
- 2013 — Бенедикт XVI је постао први папа у последњих 600 година који се повукао са тог положаја.

## Рођења
- 1743 — Рене Жист Аиј, француски минералог. (прем. 1822)[1]
- 1842 — Милан Кујунџић Абердар, српски песник, филозоф и политичар. (прем. 1893)[2]
- 1851 — Тоша Анастасијевић, српски глумац. (прем. 1895)[3]
- 1901 — Лајнус Полинг, амерички хемичар, биохемичар и мировни активиста. (прем. 1994)[4]
- 1903 — Винсент Минели, амерички редитељ. (прем. 1986)[5]
- 1930 — Леон Купер, амерички физичар, добитник Нобелове награде за физику (1972). (прем. 2024)[6]
- 1939 — Данијел Ч. Цуи, амерички физичар кинеског порекла, добитник Нобелове награде за физику (1998).[7]
- 1940 — Марио Андрети, италијански аутомобилиста, возач Формуле 1.[8]
- 1942 — Дино Зоф, италијански фудбалски голман и фудбалски тренер.[9]
- 1942 — Брајан Џоунс, енглески музичар, најпознатији као оснивач и првобитни фронтмен групе The Rolling Stones. (прем. 1969)[10]
- 1944 — Сеп Мајер, немачки фудбалер и фудбалски тренер.[11]
- 1947 — Мирољуб Лабус, српски економиста и политичар.
- 1948 — Бернадет Питерс, америчка глумица, певачица и списатељица.[12]
- 1948 — Мерседес Рул, америчка глумица.
- 1954 — Енвер Петровци, југословенски и албански глумац, драматург и редитељ.[13]
- 1955 — Гилберт Готфрид, амерички глумац и стендап комичар. (прем. 2022)[14]
- 1957 — Марко Баћовић, српски глумац.[15]
- 1957 — Јан Кулеманс, белгијски фудбалер и фудбалски тренер.[16]
- 1957 — Џон Туртуро, амерички глумац, сценариста и редитељ.[17]
- 1963 — Клаудио Кјапучи, италијански бициклиста.[18]
- 1964 — Џамолидин Абдужапаров, узбекистански бициклиста.[19]
- 1966 — Паоло Футре, португалски фудбалер.[20]
- 1967 — Татјана Петровић, српска новинарка и уредница, секретарка за културу града Београда. (прем. 2013)
- 1969 — Роберт Шон Ленард, амерички глумац.[21]
- 1975 — Саво Ђикановић, црногорски кошаркаш.[22]
- 1976 — Али Лартер, америчка глумица и модел.[23]
- 1979 — Себастјен Бурде, француски аутомобилиста, возач Формуле 1.[24]
- 1979 — Иво Карловић, хрватски тенисер.[25]
- 1980 — Тејшон Принс, амерички кошаркаш.[26]
- 1984 — Каролина Куркова, чешки модел и глумица.[27]
- 1985 — Јелена Јанковић, српска тенисерка.[28]
- 1987 — Антонио Кандрева, италијански фудбалер.[29]
- 1987 — Игор Вук Торбица, српски позоришни редитељ. (прем. 2020)
- 1989 — Чарлс Џенкинс, америчко-српски кошаркаш.[30]
- 1993 — Емели де Форест, данска музичарка.[31]
- 1994 — Аркадјуш Милик, пољски фудбалер.[32]
- 1999 — Лука Дончић, словеначки кошаркаш.[33]

## Смрти
- 1069 — Абад II, маварски краљ.[34]
- 1869 — Алфонс де Ламартин, француски писац и дипломата (рођ. 1790)[35]
- 1887 — Александар Порфирјевич Бородин, руски композитор и хемичар. (рођ. 1833)
- 1896 — Анте Старчевић, хрватски политичар. (рођ. 1823)[36]
- 1941 — Алфонсо XIII, шпански краљ. (рођ. 1886)[37]
- 1964 — Милан Богдановић, српски писац, критичар и преводилац. (рођ. 1892)[38]
- 1986 — Улоф Палме, шведски политичар и државник, премијер Шведске. (рођ. 1927)[39]
- 1994 — Жарко Цвејић, оперски певач. (рођ. 1907)[40]
- 2004 — Милош Комадина, књижевник. (рођ. 1955)[41]
- 2006 — Овен Чејмберлен, амерички физичар. (рођ. 1920)[42]
- 2011 — Ани Жирардо, француска позоришна и филмска глумица. (рођ. 1931)[43]
- 2013 — Доналд А. Глејзер, амерички физичар. (рођ. 1926)[44]

## Празници и дани сећања
- Српска православна црква слави:
  - Светог апостола Онисима
  - Преподобног Евсевија